# Ma Long
Ma Long (马龙, Liaoning, 20 oktober 1988) is een Chinees tafeltennisser. Hij won in 2012 en 2015 de World Cup, in 2015, 2017 en 2019 het wereldkampioenschap en in 2016 en 2020 de olympische titel in het enkelspel. Ma won ook in zowel 2008 als 2009 (en later in 2011, 2015 en 2016) de ITTF Pro Tour Grand Finals in het enkelspel, waarmee hij de eerste speler ooit werd die deze titel prolongeerde. Hij pakte in 2006 al de dubbelspeltitel op dit evenement, samen met Hao Shuai.
Met China werd Ma in 2006, 2008, 2010, 2012, 2014, 2016 en 2018 wereldkampioen landenploegen. Hij werd in 2011 (met Xu Xin) en 2019 (met Wang Chuqin) wereldkampioen in het dubbelspel.
Ma drong in maart 2007 voor het eerst door tot de top tien van de ITTF-wereldranglijst. In januari 2010 bereikte hij voor het eerst de eerste plaats. Hij mocht als nummer 1 van de wereld niet deelnemen aan het enkelspel op de Olympische Zomerspelen 2012. Dit doordat hij op Chinese trials hiervoor als derde eindigde. Op de Olympische Zomerspelen 2016 werd hij kampioen.

## Erelijst
| Evenement                  | Titels | Enkelspel                    | Dubbelspel | Gemengd | Landenploegen                                        |
| -------------------------- | ------ | ---------------------------- | ---------- | ------- | ---------------------------------------------------- |
| Olympische Spelen          | 5      | 2016, 2020                   |            |         | 2012, 2016, 2020, 2024                               |
| Wereldkampioenschap        | 12     | 2015, 2017, 2019             | 2011, 2019 |         | 2006, 2008, 2010, 2012, 2014, 2016, 2018, 2022, 2024 |
| Wereldbeker                | 8      | 2012, 2015, 2024             |            |         | 2009, 2010, 2011, 2013, 2015, 2018                   |
| Aziatische Spelen          | 5      | 2010                         | 2014       |         | 2006, 2010, 2014                                     |
| Aziatisch kampioenschap    | 13     | 2009, 2011, 2013             | 2007, 2009 | 2009    | 2005, 2007, 2009, 2011, 2013, 2015, 2017             |
| Asian Cup                  | 4      | 2008, 2009, 2011, 2014       |            |         |                                                      |
| ITTF Pro Tour Grand Finals | 6      | 2008, 2009, 2011, 2015, 2016 | 2006       |         |                                                      |
| Chinese Spelen             | 3      | 2013, 2017                   |            | 2013    |                                                      |
| Chinees kampioenschap      | 7      | 2011                         | 2010, 2015 | 2012    | 2011, 2012, 2018                                     |

1988: Yoo Nam-kyu ·
1992: Jan-Ove Waldner ·
1996: Liu Guoliang ·
2000: Kong Linghui ·
2004: Ryu Seung-min ·
2008: Ma Lin ·
2012: Zhang Jike ·
2016: Ma Long ·
2020: Ma Long ·
2024: Fan Zhendong
2008: Ma Lin, Wang Hao, Wang Liqin ·
2012: Ma Long, Wang Hao, Zhang Jike ·
2016: Ma Long, Xu Xin, Zhang Jike ·
2020: Fan Zhendong, Ma Long, Xu Xin ·
2024: Fan Zhendong, Ma Long, Wang Chuqin